# Shimada-Preis
Der Shimada-Preis (englisch The Shimada Prize) ist ein nach dem Kunsthistoriker Shujiro Shimada (1907–1994) benannter Preis, der in Washington, D.C. für die weltweit beste wissenschaftliche Arbeit auf dem Gebiet der ostasiatischen Kunstgeschichte vergeben wird.
Der Preis wurde 1992 gestiftet, er wurde seit 1993 vom Metropolitan Center for Far Eastern Art Studies in Kyōto sowie der Freer Gallery of Art und der Arthur M. Sackler Gallery der Smithsonian Institution in Washington, D.C., alle zwei Jahre von einer internationalen Auswahlkommission vergeben. Das Preisgeld beträgt 10.000 Dollar. Die bisher (Stand 2019) letzte Vergabe des Preises erfolgte 2010.

## Preisträger
- 1993  The Nelson-Atkins Museum of Art in Kansas City, Mo., für The Century of Tung Ch'i-ch'ang (1555–1636), 1992.
- 1995 Hirata Yutaka: The Age of the Buddhist Master Painter (japanisch), Chuokoron Bijitsu Press, 1994.
- 1997 Su Bai: Zhongguo shikusi yanjiu („Studien zu chinesischen Höhlentempeln“), Beijing: Wenwu Chubanshe, 1996; Archäologisches Institut der Provinz Shanxi: Houma taofan yishu („Die Kunst der Houma-Gießerei“), illustriert von Li Xiating und Liang Ziming, mit dem chinesischen archäologischen Bericht übersetzt von Robert W. Bagley und Jay Xu
- 1999 Kihara Toshie: Yubi no tankyu: Kanō Tan’yū ron; Osaka University Press, 1998.
- 2001 Zou Heng (Hrsg.): Tianma-Qucun (1980–89). Beijing: Science Press, 2000.
- 2003 Stanley K. Abe: Ordinary Images. Chicago und London: University of Chicago Press, 2002.
- 2006 Andrew M. Watsky: Chikubushima: Deploying the Sacred Arts in Momoyama Japan. University of Washington Press, 2004.
- 2008 Patricia Berger: Empire of Emptiness: Buddhist Art and Political Authority in Qing China. University of Hawai’i Press, 2003.
- 2010 Patricia Ebrey: Accumulating Culture: The Collections of Emperor Huizong. University of Washington Press, 2008.